# Formula 1
Formula 1, također poznata i kao F1, a službeno se naziva FIA Formula One World Championship je najviša klasa jednosjeda u automobilizmu koju je odobrila Međunarodna automobilistička federacija. Od 1950. do 1980., natjecanje se službeno zvalo Svjetsko automobilističko prvenstvo, a vozilo se po pravilima Formule 1, osim sezona 1952. i 1953. koje su se vozile po pravilima Formule 2. Termin Formula 1 u samom imenu natjecanja se pojavljuje tek 1981. Ime "Formula" se odnosi na skup pravila kojih se sudionici moraju pridržavati. Sezona Formule 1 sastoji se od niza utrka poznatih kao Velike nagrade, koje se održavaju na posebno izgrađenim stazama ili javnim cestama. Rezultati svake utrke kombinirani su sa sustavom bodovanja koji određuje dva godišnja Svjetska prvenstva, jedno za vozače i drugo za konstruktore. Vozači, konstruktori, momčadi, staze, suci i organizatori moraju biti nositelji super licence, najviše klase trkaćih licenci koje je izdala Međunarodna automobilistička federacija.

## Formula 1
Europa je tradicionalno središte Formule 1 i ostaje njeno vodeće tržište, iako se Velike nagrade održavaju širom svijeta, i njihov broj se povećava. Kao najskuplji sport na svijetu, ekonomski utjecaj Formule je također značajan tako da se mogu primijetiti njena politička i financijska previranja[prevrtanja?]. Posljednjih godina je poznatija po glamuru.
Sam sport regulirala je Međunarodna automobilistička federacija FIA i općenito je pod pokroviteljstvom Bernieja Ecclestonea kroz mnoštvo korporacijskih tijela.
Formula 1 ima svoje korijene još u motornim utrkama na europskom tlu 1920. i 1930. Brojne Grand Prix organizacije su iznijele pravila za Svjetsko prvenstvo još prije drugog svjetskog rata, ali zbog malog broja utrka za vrijeme rata Svjetsko prvenstvo vozača nije regulirano sve do 1947., a inaguracijska sezona bila je 1950. Prvenstvo za konstruktore uslijedilo je 1958.
Njen sportski naziv, Formula 1, označava onog sudionika utrke koji je najbrži i ima najviše natjecateljskog duha.

## Kratka povijest Formule 1
██ Zemlje u kojima je održavano natjecanje F1
██ Zemlje u kojima je održano natjecanje F1
██ Gradovi domaćini natjecanja F1
Prva utrka Svjetskog prvenstva Formule 1 se održala 13. svibnja 1950. godine na stazi Silverstone u Velikoj Britaniji. Na toj utrci je pobijedio Giuseppe Farina u svojoj Alfetti 158 ispred druge dvije Alfe. Prvo prvenstvo je osvojio Talijan Giuseppe Farina u Alfi 1950., za dlaku pobijedivši svog argentinskog momčadskog vozača Juana Manuela Fangia. Ipak je Fangio osvojio naslov 1951. i još četiri sljedeća u narednih 6 godina dok mu nije dvostruki svjetski prvak Alberto Ascari poremetio planove vozeći za Ferrari. Iako se Britanac Stirling Moss redovito natjecao nikad nije uspio osvojiti Svjetsko prvenstvo. Fangio je ostao poznat po tome što je dominirao Formulom 1 čitavo desetljeće i dandanas se smatra vicemajstorom Formule 1.
Prvi Britanac koji je osvojio Svjetsko prvenstvo je bio Mike Hawthorn, donijevši Ferrariju naslov 1958. Međutim kada je Colin Chapman ušao u F1 kao dizajner šasija i kasnije osnivač Lotusovih automobila, Velika Britanija je dominirala Formulom 1 cijelo desetljeće. Pored Jima Clarka, Jackieja Stewarta, Jacka Brabhama, Grahama Hilla i Dennyja Hulmea, britanski timovi i njihovi vozači su osvojili 12 svjetskih prvenstava od 1962. do 1973.
U sezoni 1962. uvedeno je novo vozilo s aluminijskom šasijom nazvanom monokok umjesto tradicionalne cjevaste šasije. 1968. Lotus je stavio reklamna slova Imperial Tobacca na vozilo i tako uveo sponzorstvo u taj sport.
Aerodinamika je polako dobila važnost u dizajniranju vozila s pojavom aerofoila krajem 1960. Krajem sedamdesetih Lotus je uveo zemljani efekt aerodinamike koji je bolidima osigurao ogroman downforce i uvelike povećao brzinu na zavojima.
Stvaranje Međunarodne federacije sportskih automobila 1979. je uzrokavalo niz trzavica između FISE i FOCE u kojima su se FISA i njen predsjednik Jean Marie Balestre neprestano sukobljavali s udrugom konstruktora Formule 1 oko televizijskih zarada i tehničkih pravila.
FIA je stavila zabranu na zemljani efekt aerodinamike u sezoni Formule 1 1983. Do tada su već turbonabijeni motori, koje je Renault uveo 1977., proizvodili 700 KS (520 kW) i tako postali neizostavni dio natjecanja. Kasnije, točnije 1987., turbo bolidi Formule proizvodili su 1000 KS u utrci. Ti automobili su bili i ostali najsnažniji trkaći automobili ikad napravljeni. Da bi smanjila energiju motora i brzinu, FIA je ograničila kapacitet spremnika goriva 1984. i smanjila brzine bolida 1988. prije zabrane turbonabijenih motora 1989.
Početkom devedesetih momčadi su uveli pomoćnog elektronskog vozača za upravljanje snagom motora, kontrolu protiv proklizavanja i poluautomatski mjenjač. Neke su posuđene od suvremenih cestovnih vozila. Aktivni ovjes je prvenstveno napravljen za stazu, a kasnije se probio na tržište osobnih automobila. FIA je zbog pritužbi da je tehnologija određivala rezultat utrka više nego vozačeva vještina zabranila 1994. mnogo takvih pomoćnih sredstava. Ipak mnogi promatrači su smatrali da je zabrana takvih pomoći vozačima zapravo bila zabrana zato što FIA nije imala neku tehnologiju koja bi eliminirala takve stvari u utrci.
Timovi su potpisali drugi dogovor o slaganju (Concorde Agreement), 1992. i treći 1997. koji je istekao krajem 2007.
Na stazi momčad McLaren i Wiliams su dominirali 80-tima i 90-tim. Honda i McLaren su najviše dominirali u 80-tima dok je Renault pojačan Wiliamsovim vozačima dobio nekoliko Svjetskih prvenstava sredinom 90-tih, sve dok se Mclaren nije vratio krajem 90-tih.
Rivalstvo između trkaćih legendi Senne i Prosta je postalo Formulina glavna zanimacija u sezoni 1988. i nastavila se sve dok se Prost nije povukao krajem 1993. Tragično i ironično, Senna je poginuo 1994. u zavoju Tamburelo na Velikoj nagradi San Marina i preuzeo je Prostovo vodstvo u Williamsu te godine. FIA je poboljšala sigurnosne standarde na stazi tako da od tog vikenda nijedan vozač nije poginuo za vrijeme utrke na stazi.
Vozači iz McLarena, Williamsa i Renaulta (prije poznatog kao Benetton) te Ferrarija (momčadi poznatije kao Velika četvorka) dobili su svako Svjetsko prvenstvo od 1984. do 2009. Zbog tehnoloških napredaka u 90-tima cijena natjecanja u Formuli 1 je dramatično porasla. To je povećalo financijski teret zajedno s dominacijom te velike četvorke (koje su financirali veliki proizvođači automobila poput Daimler Chrysler, što je rezultiralo da male momčadi nisu financijski mogle opstati u Formuli 1. Financijski problemi su natjerali nekoliko timova da se povuku. Od 1990. 28 timova se povuklo iz Formule 1 što je ponukalo bivšeg Jordanovog vlasnika Eddieja Jordana da kaže da su dani natjecanja gusarskih brodova gotovi.

## Moderna F1
Početkom 2000. dominirao je Michael Schumacher i uskrsli Ferrari. Početkom 21. st. oboreno je nekoliko Formulinih rekorda. 2001. Schumacher je postavio novi rekord u najvećem broju osvojenih Velikih nagrada, dok je raniji nositelj tog rekorda bio Alain Prost s 51 osvojenom Velikom nagradom. 2002. Schumacher je postavio još jedan novi rekord: najranije je osvojio Svjetsko prvenstvo vozača u sezoni osvojivši Veliku nagradu Francuske u srpnju te godine. 2003. Schumacher je osvojio 6. naslov svjetskog prvaka pobijedivši tako prijašnjeg nositelja rekorda Juan Manuel Fangia koji je osvojio 5 naslova. Schumacher i Ferrari nisu bili jedini rušitelji rekorda u tom razdoblju. 2003. Fernando Alonso postao je najmlađi osvajač prvog startnog mjesta u utrci kvalificirajući se na Velikoj nagradi Malezije 2003. Iste godine postao je najmlađi pobjednik Velike nagrade ikad pobijedivši na Velikoj nagradi Mađarske. Unatoč Ferrarijevoj dominaciji Kimi Räikkönen je imao teoretske šanse uzeti prvenstvo 2003. prije kraja sezone na Velikoj nagradi Japana. Juan Pablo Montoya je također bio blizu 2003. godine. Od 2005., od Velike nagrade Italije, Schumacher više nema teoretske šanse obraniti svoj naslov od Fernanda Alonsa i Kimi Räikkönena.
Neka od pomagala vozačima vraćena su i omogućila da izbjegnu FIA-ine restrikcije. U međuvremenu napravljeno je nekoliko promjena u pravilima, a sve u pokušaju da se poveća atraktivnost i da se smanje troškovi. Štoviše, način kvalifikacija se nekoliko puta promijenio od 2003. Još jedno novo pravilo je natjeralo vozače da počnu utrku s istom količinom goriva koju su imali tijekom treninga, uvodeći novi taktički element u strategiju svakog tima. Novo pravilo je naglašavalo da svaki motor mora izdržati dva vikenda utrka (dvije Velike nagrade). Vozač koji je morao zamijeniti motor tijekom kvalifikacije morao je startati sa zadnje startne pozicije. Vozačima također nije bilo dopuštenio mijenjati gume tijekom utrke osim ako su gume bile opasno istrošene.
Prvih nekoliko godina 21. st. u Formuli 1 bilo je nekoliko kontroverznih skandala. Na Velikoj nagradi Austrije Rubens Barrichello, Schumacherov momčadski kolega u Ferrariju koji je vodio utrku po naredbi iz boksa morao ga je propustiti. Nakon toga FIA je kaznila Ferrari i zabranila ostalim momčadima takvo miješanje u utrku.
2005. na Velikoj nagradi SAD izašlo je samo tri od 10 momčadi na stazu kada se ispostavilo da su Michelin gume preopasne za utrke.
Sezone 2007. svjetski prvak postao je Kimi Räikkönen 15. pobjedom na stazi Interlagos u Brazilu. Bilo je to veliko iznenađenje, jer je Finac prije zadnje utrke imao 100 bodova, 4 manje od Fernanda Alonsa i čak 7 bodova manje od Lewisa Hamiltona. Hamilton je imao veliki problem koji ga je koštao naslova svjetskog prvaka, naime izgubio je 45 sekundi. Hamilton je na kraju završio na 7. mjestu. Fernando Alonso nije uspio pratiti vodeću dvojicu u utrci, Felipea Massu i Kimija Räikkönen te je završio na 3. mjestu. Kimi Räikkönen kroz boks prestiže Brazilca Massu i izbija na vodeće mjesto. Na kraju se sve poklopilo pa je Kimi postao novi svjetski prvak Formule 1.
Početkom 2000-ih Bernie Ecclestone i njegova organizacija FOA je napravila brojne trademarke, službeni logo i službene internet stranice sporta u pokušaju da mu da korporacijski identitet. Bernie je eksperimentirao s pay per view televizijom (Bernievision) koja je omogućavala fanovima da kupe i gledaju cijelu sezonu F1 ali nakon malog zanimanja 2002. je ukinuta. Na VN Mađarske 2009. momčadi su potpisale četvrti Concorde Agreement.

## Utrka i strategija
Svaki vikend Velike nagrade počinje u petak s dva slobodna treninga, a nastavlja se u subotu s još jednim slobodnim treningom. Nakon slobodnih treninga nastavljaju se kvalifikacije za nedjeljnu utrku. Kvalifikacije se održavaju po pravilu letećeg kruga. Vozač u bolidu izlazi na praznu stazu, prvi krug je za zagrijavanje, a kad krene u drugi krug počinje mu se mjeriti vrijeme. Vrijeme koje je postigao na kraju kruga određuje njegovo mjesto u startnom poretku na nedjeljnjoj utrci. Najbrži je prvi u startnom poretku a najsporiji zadnji.

## Kvalifikacije
Prvi krug kvalifikacija (Q1) počinje u 14 sati i voze ga svi vozači. Traje 20 minuta. 5 nasjporijih su na kraju Q1 eliminirani i više ne voze kvalifikacije za ovu utrku. Drugi krug kvalifikacija (Q2) počinje u 14 sati i 28 minuta te ga voze najbržih vozači iz Q1. Traje 15 minuta. Ispada još 5 najsporijih vozača sve do 10. mjesta. Treći krug kvalifikacija (Q3) počinje u 14 sati i 50 minuta te ga vozi 10 najbržih vozača iz Q2. Nakon Q3 se gume na bolidu ne smiju mijenjati. Desetorica najbržih kreću u utrku s gumama na kojima su u kvalifikacijama postigli najbolje vrijeme.

## Utrka
Utrka počinje krugom za zagrijavanje, nakon kojeg se bolidi poredaju na startne pozicije koje su osvojili u kvalifikacijama. Ako vozač iz nekog razloga ne krene u krug za zagrijavanje kreće u utrku sa zadnjeg mjesta.
Svjetlosni signali označe početak utrke i utrka počinje. Utrka je duga nešto više od 300 km (osim Monte Carla koji je dugačak 260 km) i ograničena je na dva sata. Za vrijeme utrke vozači ulaze u boks jedan ili više puta na zamjenu guma.
Na kraju utrke vozači i momčadi se boduju ovisno o poziciji koju su osvojili na kraju utrke. FIA je odredila da se boduje prvih deset koji su završili utrku i po sistemu 25-18-15-12-10-8-6-4-2-1 (prvi osvaja 25 bodova, drugi 18 bodova itd.). Ako se utrka (npr. zbog jake kiše) prekine prije isteka 75% normalne dužine utrke, vozačima se dodjeljuje samo polovica bodova (dakle 12,5-9-7.5-6-5-4-3-2-1-0,5) kao što je bio slučaj s utrkom u Maleziji 2009. koja je prekinuta nakon samo 31 kruga od planiranih 56. Pobjednik Prvenstva vozača odnosno Prvenstva konstruktora (momčadi) je onaj vozač odnosno momčad koja tijekom sezone osvoji najviše bodova.

## Vozači i konstruktori
Vidi još: Dodatak:Popis konstruktora u Formuli 1, Dodatak:Popis vozača u Formuli 1, Dodatak:Popis Velikih nagrada Formule 1, Kuća slavnih Formule 1, Pobjednici utrka Formule 1
Momčadi Formule 1 izrađuju šasiju bolida po standardu ali se dopuštaju sitne dorade na šasiji u svrhu povećanja brzine. Nekada su momčadi u Formuli same izrađivale motore, ali danas to radi manji broj momčadi. Momčadi kupuju motore od kompanija (BMW, Mercedes-Benz, Renault, Toyota, Honda) koje su specijalizirane za izradu motora bolida Formule 1, i na taj način ušteđuju velike novce u svom budžetu. Većina prozvođača motora opskrbljuju motorima jednu ili eventualno dvije momčadi prvenstveno radi velikih troškova u razvoju novog motora. Jedini komercijalni proizvođač motora je Cosworth.
Ime momčadi u pravilu je ime konstruktora šasije ako ne proizvodi motore za bolide tada u imenu ima i naziv proizvođača motora. Primjer: Momčad McLaren izrađuje šasiju svojih bolida, Mercedes im izrađuje motore (McLaren-Mercedes). Momčadi Ferrari  i Mercedes sami izrađuju i šasije i motore.
U prvoj sezoni 1950. sudjelovalo je 18 momčadi od kojih su mnoge zbog velikih troškova brzo izašle iz svjetskog prvenstva. Momčad Ferrari je jedina momčad koja se natječe od 1950. do 2014., kada se natječe 10 momčadi svaka s po dva bolida. Iako momčadi nerado govore o veličini budžeta on se po procjenama kreće od 75 do 500 milijuna američkih dolara.
Nova momčad koja ulazi u Svjetsko prvenstvo Formule 1 mora uplatiti 25 milijuna engleskih funti FIA-i, koji se na kraju sezone raspoređuju ostalim momčadima. Nove momčadi preferiraju kupnju neke već postojeće momčadi koje su u formuli 1 smanjujući tako troškove (primjerice Toro Rosso kupio je Minardi, a Mercedes Brawn GP).
Svaki bolid ima svoj broj. Prošlogodišnji pobjednik Svjetskog prvenstava vozača ima broj 1 a njegov momčadski kolega broj 2. Brojevi ostalih se dodjeljuju na osnovu osvojene pozicije momčadi u prošlogodišnjem Svjetskom prvenstvu konstruktora (momčadi). U slučaju da svjetski prvak (vozač) više nije aktivan u Formuli 1 njegova momčad dobiva brojeve za svoje vozače 0 i 2. Ovo pravilo je zato što se brojevi vozača ne dodjeljuju vozačima nego momčadima. Broj 13 se ne koristi. S novim pravilima iz 2014. godine svako može birati svoj broj, samo ne mogu birati broj 1,koji je rezerviran za prošlogodišnjeg prvaka, i broj 17 koji je umirovljen u 2015. godini zbog Julesa Bianchia koji je podlegao ozljedama koje je zadobio na VN Japana 2014. godine.
Michael Schumacher drži rekord u najviše osvojenih Svjetskih prvaka vozača (7) a momčad Ferrari drži rekord u Svjetskom prvenstvu konstruktora (16). Jochen Rindt je jedini koji je postumno osvojio naslov svjetskog prvaka.

## Velika nagrada
Vidi još: Popis Velikih nagrada Formule 1
Broj Velikih nagrada koje se voze u jednoj sezoni varirao je tijekom godina. Na prvom svjetskom prvenstvu Formule 1 1950. bilo je samo sedam utrka (Velikih nagrada), 1980-tih broj se kretao oko 16 ili 17 utrka da bi u sezoni 2005. bilo 19 utrka.
Šest od sedam utrka iz sezone 1950. bilo je u Europi, a jedina neeuropska utrka bila je Indianapolis 500 koja je kasnije zamijenjena Velikom nagradom SAD. S godinama Svjetsko prvenstvo Formule 1 proširilo i na ostale kontinente. Prva južnoamerička utrka bila je Velika nagrada Argentine 1953., Afrike Velika nagrada Maroka 1958., Azije Velika nagrada Japana 1976., a Australije Velika nagrada Australije 1985. Danas su utrke raspoređene po četiri kontinenta svijeta (Europa, Azija, Australija i Južna Amerika).
Tradicionalno svaka država koja ugošćuje neku Veliku nagradu daje joj ime po imenu svoje države (npr. ako se utrka održava u Njemačkoj tada se ta naziva Velikom nagradom Njemačke), a ako se u nekoj državi održavaju dvije ili više utrka tada dobivaju različita imena.
Velike nagrade koje su od početka (ili duže vrijeme) u Svjetskom prvenstvu nisu se održavale na istoj stazi sve godine. Primjerice Velika nagrada Velike Britanije vozila se na stazi Silverstone i Brands Hatch. Jedino je Velika nagrada Italije uvijek vožena na istoj stazi Monza, osim 1980. kada je vožena na stazi Imola na kojoj se do 2006. vozila Velika nagrada San Marina.
Velika nagrada Bahreina je prva utrka koja se održava na Bliskom istoku i koja se održava na stazi koja je izgrađena u pustinji, te uz nove utrke (i staze) u Kini i Turskoj daje nove šanse za ekspanziju ovog sporta.

## Staze
Vidi još: Dodatak:Popis staza Formule 1
Tipična staza Formule 1 sastoji se od ravnog dijela tzv. startno ciljne ravnine, bokseva gdje se vozači zaustavljaju tijekom utrke na nadolijevanje goriva i gdje momčadi podešavaju bolide prije utrke, a koji se nalaze pokraj startno ciljne ravnine i niza zavoja. Na većini staza vozi se u smjeru kazaljki na satu. Vožnja u smjeru suprotnom od kazaljke na satu uvelike opterećuje vozače posebice zbog G sila koje djeluju u zavojima na način da ih opterećuje na način koji nije prirodan.  Neki zavoji također su izazov za vozače kao brzi Eau Rouge na stazi Spa-Francorchamps, "La Source" prije njega te nizbrdica u kojoj je, zavoj Tamburello na stazi Imola i Curva Grande na stazi u Monzi.
Većina staza je sagrađena posebno za utrke Formule 1, iako postoje i ulične utrke koje se voze na stazama Monako, Singapur Bay Circuit i Valencia Street Circuit (prije su to bile i Velika nagrada Las vegasa i Detroita). Velika nagrada Monaka održava se u kalendaru svjetskog prvenstva zahvaljujući svojoj povijesti i glamuru koji je prati iako ne zadovoljava sigurnosne uvjete koji se zahtijevaju pri utrci i izgradnji staze.
Projektiranje novih staza traži visoku sofisticiranost (npr. staza u Bahrainu), a većinu novih staza projektirao je  Hermann Tilke. U počecima svjetskog prvenstva vozači koji bi izlijetali sa staze bili su zaustavljani balama sijena, travnatim zamkama ili gumama postavljenim uz stazu koje bi apsorbirale njihov udar. Nakon pogibije Senne i Ratzenbergera u Imoli godine  1994., FIA je napravila radikalne promjene na stazama i bolidima. Bolidi su usporeni, a na staze su dodane široke zone izlijetanja da bi se spriječio udar bolida s vozačem u barijere, a ako i dođe do udara, da barijere prime što manju energiju udara. Ova nova pravila o brzini bolida nije dobro primio dio poklonika utrka jer se izgubio dio atrakcije na utrci.

## Budućnost Formule 1
Formula 1 je početkom 2000-tih prolazila vrlo teško razdoblje. Naime poklonici natjecanja su izgubili zanimanje za Formulu 1, prvenstveno zbog višegodišnje dominacije Michael Schumachera i Ferrarija. FIA se već godinama trudi smanjiti troškove raznim pravilima kako bi i male momčadi s malim budžetom mogle konkurirati velikim momčadima s velikim budžetom, a i time bi same utrke i prvenstva postali zanimljiviji i nepredvidljiviji do samog kraja. No niti jedna mjera nije donijela pozitivne rezultate i do sada se događalo da male momčadi budu prodane nekom tajkunu (2005. je prodan Minardi vlasniku Red Bulla Dietrichu Mateschitzu, a iste godine je Jordan prodan Alexu Shneideru, kanadsko-ruskom milijarderu, a on je već sljedeće godine prodao momčad jer se uložena sredstva nisu vraćala).
Sljedeći veliki problem Formule 1 su zabrane reklamiranja duhana i duhanskih proizvoda u Europskoj uniji koje su time dovele u težak položaj većinu europskih utrka, tako se već nekoliko godina spekulira da su Velike Nagrade Velike Britanije, Francuske i San Marina pred otpisom (San Marino je izuzet iz kalendara u 2007. zbog "nužnih promjena karakteristika staze", a Francuska 2008.) dok je VN Austrije nakon 2003. ispala iz kalendara. Legendarni SPA je morao pauzirati na godinu dana (2003. i 2006.). Nove staze, kojima je uglavnom glavni arhitekt Herman Tilke, često su sterilne kako za gledatelje tako i za vozače (često nove staze nazivaju Mickey Mouse stazama jer su im lagane). Budućnost Formule 1 leži izvan Europe i tako se ona seli na istok u prostranstva bogatih šeika i zemlje utjecajnih gospodarstava. Puno azijskih država pretendira na zemlju domaćina Velike Nagrade. 2010. Abu Dhabi je to već postao, a Južna Koreja će ući u 2010. U redu za domaćine čekaju i JAR, Indija i Grčka. Na žalost svih ljubitelja, stare staze koje pružaju pregršt uzbuđenja i koje su pisale povijest F1, otpadaju, a dolaze nove staze bez uzbuđenja.
Što se tiče tehnološke strane, budućnost će biti prilično revolucionarna jer je bivši predsjednik FIA-e Max Mosley predložio niz pravila s ciljem da F1 postane primjer kao štedljivi i zeleni sport (trenutno bolidi F1 troše i do 70L goriva na 100 km). Planiraju se uvesti potpuno slobodna pravila što se tiče zapremine, konfiguracije i tipa motora kao i broja cilindara no planira se ograničiti količina goriva za utrku, tako bi motori trebali postati efikasniji i snažniji dok bi njihova snaga trebala ostati na istoj razini kao i danas. Također predložena su pravila kojima bi se omogućili dijelovi koji bi reciklirali energiju (npr. za vrijeme kočenja ili bi "lovili" suvišnu toplinsku energiju iz motora, što je već uvedeno.

## KERS
KERS (skraćenica od Kinetic Energy Recovery System je uveden 2009. kao opcija na bolidima. Na prvoj utrci u Australiji imalo ga je 7 vozača, redom: Lewis Hamilton, Heikki Kovalainen, Felipe Massa, Kimi Raikkonen, Nick Heidfeld, Fernando Alonso, Nelson Piquet Jr. Tijekom sezone se to mijenjalo, a jednom je KERS imao i Robert Kubica.

### Promjene pravila
U interesu sigurnosti i ušteda FIA je za sezonu 2005. donijela više pravila. To se prvenstveno odnosi na gume, gdje gume moraju izdržati cijeli vikend i nema mijenjanja guma tijekom utrke, i motor koji mora izdržati dva prvenstvena vikenda, a i način kvalifikacija je izmijenjen. Ova dva pravila u isto vrijeme pokušavaju smanjiti jaz između budžeta malih i velikih momčadi što se tiče priprema bolida za utrku.
Sadašnji način kvalifikacija od nekoliko letećih krugova zamijenio je onaj s početka sezone 2005. Od početka sezone 2005. do Velike nagrade Europe kvalifikacije su se održavale i u subotu i nedjelju i ta dva vremena bi se zbrajala i najbolje vrijeme je bilo pobjedničko. Nakon raznih spekulacija je li dobro ili nije na ovaj način provoditi kvalifikacije za utrku, a i zbog razloga što televizijske kuće nisu htjele prenositi toliko Formule 1 u jednom danu to pravilo je ukinuto.

### Citirana literatura
- (engl.) Arron, Simon. 2003. The Complete Book of Formula One. Motorbooks International. ISBN 0760316880
- (engl.) Hayhoe, David. 2006. Grand Prix Data Book. Haynes, Sparkford, Ujedinjeno Kraljevstvo. ISBN 184425223X
- (engl.) Higham, Peter. 2003. The International Motor Racing Guide. David Bull. Phoenix, Arizona, SAD. ISBN 189361820X
- (engl.) Jones, Bruce. 2003. The Official ITV Sport Guide: Formula One Grand Prix 2003. Carlton. ISBN 1842228137
- (engl.) Jones, Bruce. 2005. The Guide to 2005 FIA Formula One World Championship: The World's Bestselling Grand Prix Guide. Carlton. ISBN 1844425088
- (engl.) Menard, Pierre. 2006. The Great Encyclopedia of Formula 1. Švicarska. ISBN 2847070516
- (engl.) Miltner, Harry. 2007. Race Travel Guide 2007. Beč, Austrija. ISBN 9783902480347
- (engl.) Jones, Bruce. 10. studenoga 1996. The Ultimate Encyclopedia of Formula One. Motorbooks. London, Ujedinjeno Kraljevstvo. ISBN 0760303134
- (engl.) Small, Steve. 29. veljače 2000. Grand Prix Who's Who. Travel Publishing. London, Ujedinjeno Kraljevstvo. ISBN 1902007468

## Vanjske poveznice
- Službena stranica
- Službena stranica u Hrvatskoj
- Formula 1 - kratak pregled prvenstava
- Trenutna pravila na službenoj stranici međunarodne automobilističke federacije
- Kuća slavnih - popis svjetskih prvaka u Formuli 1
- Posljednje novosti u Formuli 1